# Riccardo Pallottini
Riccardo Pallottini (* 18. März 1908 in Rom; † 11. Januar 1982 in Luzon, Philippinen) war ein italienischer Kameramann.
Von 1950 bis zu seinem Tod 1982 führte er die Kamera bei fast 100 Filmproduktionen. Darunter Italowestern wie auch Action- und Gruselfilme. Er gehörte häufig zu Team des Regisseurs Antonio Margheriti.

## Filmografie (Auswahl)
- 1954: Torpedomänner greifen an (Siluri umani)
- 1957: Io, Caterina
- 1960: Maciste, der Rächer der Pharaonen (Maciste nella valle dei re)
- 1961: Maciste in der Gewalt des Tyrannen (Maciste alla corte del Gran Khan)
- 1961: Maciste, der Sohn des Herkules (Maciste nella terra dei ciclopi)
- 1962: Maciste, der Rächer der Verdammten (Maciste all'inferno)
- 1963: Das Schloß des Grauens (Le vergine di Norimberga)
- 1964: Volles Herz und leere Taschen (…e la donna creò l'uomo)
- 1964: Danza macabra
- 1964: Einer frißt den anderen
- 1964: Der Todesfluch der brennenden Hexe (I lunghi capelli della morte)
- 1964: Die Todesstrahlen des Dr. Mabuse
- 1965: Orion-3000 – Raumfahrt des Grauens (Il pianeta errante)
- 1966: Django – Nur der Colt war sein Freund (Django spara per primo)
- 1966: Django – Sein Gesangbuch war der Colt (Le colt cantarono la morte e fu… tempo di massacro)
- 1966: Gemini 13 – Todesstrahlen auf Kap Canaveral (Operazione Goldman)
- 1966: Hermann der Cherusker (Il massacro della foresta nera)
- 1967: Perry Rhodan – SOS aus dem Weltall (…4 …3 …2 …1 …morte)
- 1967: Ein Halleluja für Django (La più grande rapina del West)
- 1967: Dämonen aus dem All (La morte viene dal pianeta Aytin)
- 1968: Fünf blutige Stricke (Joko, invoca Dio… e muori)
- 1968: Ringo, such dir einen Platz zum Sterben (Joe… cercati un posto per morire!)
- 1968: Schreie in der Nacht (Contronatura)
- 1969: I quattro del Pater Noster
- 1970: Satan der Rache (E Dio disse a Caino)
- 1971: Blindman, der Vollstrecker (Blindman)
- 1971: Lady Frankenstein (La figlia di Frankenstein)
- 1972: Mondo Cannibale (Il paese del sesso selvaggio)
- 1972: Dein Wille geschehe, Amigo (Così sia)
- 1973: Auch Killer müssen sterben (La Mano Nera)
- 1975: Einen vor den Latz geknallt (La parola di un fuorilegge… è legge!)